# ワレリー・ハルラモフ
ヴァレリー・ボリソヴィチ・ハルラモフ（ロシア語: Вале́рий Бори́сович Харла́мов, ラテン文字転写: Valeri Borisovich Kharlamov、1948年1月14日 - 1981年8月27日）は、ソビエト連邦（現在のロシア）のアイスホッケー選手。
ヴラジーミル・ペトロフ、ボリス・ミハイロフと共に「黄金のトロイカ」といわれた。

## 経歴

### 現役時代
1967-68シーズンから1980-81シーズンまでソビエト連邦の国内リーグであるソビエト・チャンピオンシップリーグで14シーズン、436試合HC CSKAモスクワでプレーし293ゴール、214アシストをあげ、その間11回優勝を味わった。
ヴラジーミル・ペトロフ、ボリス・ミハイロフのトリオでソビエトリーグでは1086ゴール、
ソビエト連邦代表では538ゴールをあげた。アイスホッケー世界選手権での歴代ポイントランクでミハイロフが98得点、71アシストの169ポイント、ハルラモフが74得点、85アシストの159ポイントで2位、ペトロフが74得点、80アシストの154ポイントで歴代4位となった。1973年にはこのラインで86ポイントと1回の世界選手権における最多ポイントをあげている。
1972年の札幌オリンピックで金メダルを獲得。当時オリンピックに出場できなかったNHL選手との対戦となったサミット・シリーズでもチームメートのウラディスラフ・トレチャクらとともに活躍した。爆発的なスピード、敏捷性、得点力を兼ねそろえた彼はカナダのファンも虜にした。なおこのシリーズにおいて最もペナルティを与えられた選手でもあり、彼以上のペナルティはボビー・クラークと審判と口論したJ・P・パリゼだけであった。第6戦でボビー・クラークのスティックによる打撃で左足首を骨折したがプレーを続け、第7戦、第8戦は欠場した。シリーズ終了後、NHLのトロント・メープルリーフス、ミネソタ・ノーススターズのスカウトはハルラモフの獲得を目指したが、冷戦の最中であり鉄のカーテンが存在した時代であり、ソ連の選手がNHLに移籍することはかなわなかった。1974年のWHAとのサミット・シリーズにも出場している。
1975-76年のスーパーシリーズにHC CSKAモスクワの一員として出場したが、その最終戦となったフライヤーズとの試合でエド・ファンインプのチェックで脳震盪を起こし意識を失った。ハルラモフらに対するフライヤーズの選手たちによるラフプレーがあまりにもひどかったため、ソ連のコーチであるコンスタンティン・ロクテフは第1ピリオドで選手をリンクから引き上げさせたがフライヤーズオーナーがルールに従った試合を約束したため試合は続けられた。この試合に対してボビー・ハルは「スティックは惨殺者になるためにわれわれに与えられているのではなく、観客に楽しい試合を見せるためにあるのだ。」、ニューヨーク・タイムズは「ホッケーにテロが勝った」と評した。
1976年の春に結婚したが、交通事故に遭い、夫婦そろって病院で過ごすこととなった。
1980年のレークプラシッドオリンピックではアメリカ合衆国代表に敗れ、銀メダルとなった（氷上の奇跡）。
その後、1981年8月27日のバカンスからの帰途に夫妻で再度交通事故に遭い、33歳で亡くなった。

### 死後
1998年に国際アイスホッケー連盟殿堂入りを果たした。
2005年11月にはカム・ニーリー、カナダアイスホッケー協会元会長のマレー・コステロと共にホッケーの殿堂入りを果たした。NHLでプレーしていない選手としてはウラディスラフ・トレチャクに次いで史上2人目の殿堂入りであった。
2003年よりNHLの最優秀ロシア人選手にハルラモフ杯が贈られている。
2008年4月に行われた世界16カ国の専門家56名による投票で、国際アイスホッケー連盟20世紀オールスターチームの一員に選ばれた。
2013年にハラルモフを描いた映画『伝説の17番』がロシアで制作、公開された。ダニーラ・コズロフスキーがハラルモフを演じた。

## 人物
彼の母親はスペインのバスク地方出身でスペイン内戦で難民となり、ソ連に移住した。

## 詳細情報

### 記録
- ソビエトリーグ優勝：11回
- アイスホッケー世界選手権優勝：8回
- オリンピック金メダル2回、銀メダル1回
- ソビエトリーグMVP：2回（1972年、1973年）
- ソビエトリーグオールスター：7回（1971年-1976年、1978年）
- ソビエトリーグ得点王：1回（1971年）
- ソビエトリングポイント王：1回（1972年）
- 世界選手権最優秀フォワード：1回（1976年）
- 国際アイスホッケー連盟オールスター：4回（1972年、1973年、1975年、1976年）

### 代表歴
- 1969年アイスホッケー世界選手権ソビエト連邦代表
- 1970年アイスホッケー世界選手権ソビエト連邦代表
- 1971年アイスホッケー世界選手権ソビエト連邦代表
- 1972年オリンピックアイスホッケーソビエト連邦代表
- 1972年アイスホッケー世界選手権ソビエト連邦代表
- 1972 サミット・シリーズ ソビエト連邦代表
- 1973年アイスホッケー世界選手権ソビエト連邦代表
- 1974年アイスホッケー世界選手権ソビエト連邦代表
- 1974 サミット・シリーズ ソビエト連邦代表
- 1975年アイスホッケー世界選手権ソビエト連邦代表
- 1976年オリンピックアイスホッケーソビエト連邦代表
- 1976年アイスホッケー世界選手権ソビエト連邦代表
- 1977年アイスホッケー世界選手権ソビエト連邦代表
- 1978年アイスホッケー世界選手権ソビエト連邦代表
- 1979年アイスホッケー世界選手権ソビエト連邦代表
- 1980年オリンピックアイスホッケーソビエト連邦代表